# محمد علیپور
محمد علیپور دراباد (زادهٔ ۱۳۴۱ در اردبیل) از مدیران ورزشی در ایران است. وی مدیرعامل سابق باشگاه فوتبال تراکتور است. او سوابق مدیریتی مختلفی در این زمینه از سال ۱۳۶۴ تا کنون داشته‌است. او به مدت ۱۰ سال رئیس سازمان فوتبال و رئیس هیئت فوتبال شرکت ملی نفت ایران و عضویت در هیئت‌مدیره باشگاه نفت تهران را در کارنامهٔ خود دارد.
در دوران مدیریت او تیم نفت تهران توانست در آن زمان به افتخارات زیادی از جمله مهم‌ترین آن‌ها قهرمانی در جام حذفی فوتبال ایران ۹۶–۱۳۹۵، نایب قهرمانی جام حذفی فوتبال ایران ۹۴–۱۳۹۳، صعود به یک‌چهارم نهایی لیگ قهرمانان آسیا ۹۴–۹۵ و چندین دوره قرار گرفتن در آستانهٔ فتح لیگ برتر خلیج فارس و قهرمانی در این مسابقات، دست یابد.
همچنین از سوابق علیپور علاوه بر مدیریت نفت تهران می‌توان به عضویت در هیئت‌مدیره باشگاه پرسپولیس در زمان ریاست محلوجی اشاره نمود که مسئولیت‌های مهم نفتی در دهه ۸۰ و ۹۰ در بخشهای مختلف وزارت نفت و مدیرعاملی شرکت نفت دفتر ترکیه و همکاری با دفتر نفت سوریه باعث شد تا نتواند تمام وقت در ورزش فعالیت کند.